# Geschützter Landschaftsbestandteil Dünningsbruch

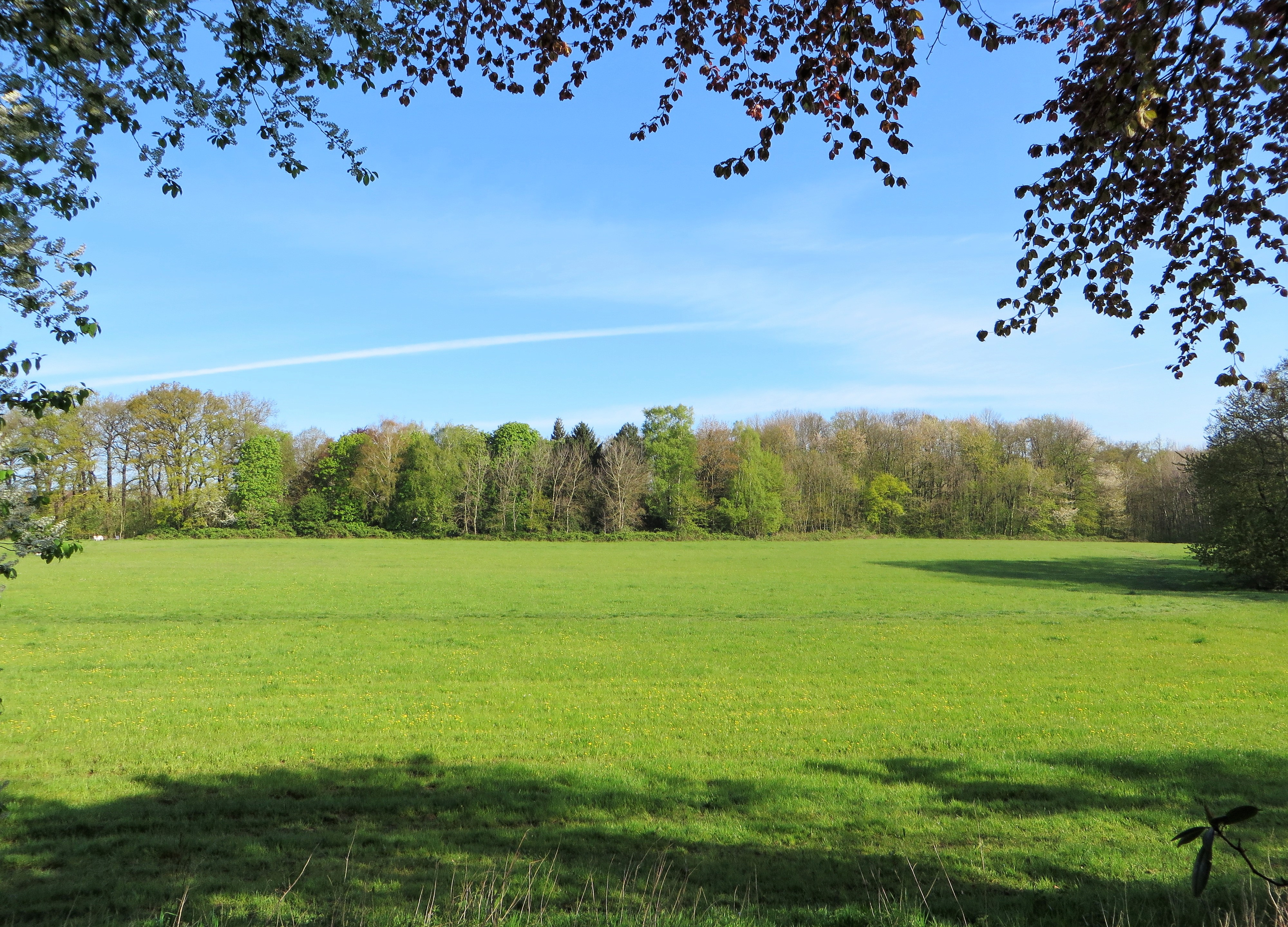
Geschützter Landschaftsbestandteil Dünningsbruch

Der Geschützte Landschaftsbestandteil Dünningsbruch mit einer Flächengröße von 5 ha befindet sich auf dem Gebiet der kreisfreien Stadt Hagen in Nordrhein-Westfalen. Der LB wurde 1994 mit dem Landschaftsplan der Stadt Hagen vom Stadtrat von Hagen ausgewiesen. Der LB liegt zwischen den Straßen Berchumer Straße und Im Dünningsbruch.

## Beschreibung
Beim LB „handelt sich um einen artenreichen Waldbestand (Eichen-Hainbuchenwald) mit Feuchtstellen und einigen Tümpeln.“

## Schutzzweck
Laut Landschaftsplan erfolgte die Ausweisung insbesondere: 
„zur Sicherung der Leistungsfähigkeit des Naturhaushalts durch Erhalt eines strukturreichen Waldbestandes mit artenreicher Krautvegetation als Lebensraum, insbesondere für die charakteristischen Pflanzen und Tierarten der Feuchtwälder.“